# Ondřej Polívka
Ondřej Polívka (* 17. března 1988, Praha) je českým sportovcem, soutěžícím v moderním pětiboji. Zúčastnil se letních olympijských her 2012 v Londýně spolu se svým kolegou Davidem Svobodou a se svou přítelkyní Natálií Dianovou.

## Sportovní úspěchy

### Olympijské hry
- 2012: 15. místo

### Mistrovství světa
- 2007: 3. místo – štafeta
- 2009: 1. místo – týmová soutěž
- 2009: 2. místo – štafety

### Mistrovství Evropy
- 2009: 1. místo – individuální závod
- 2009: 2. místo – týmová soutěž
- 2009: 3. místo – štafety
- 2019: 3. místo – štafety

## Ostatní ocenění
- 2007: Juniorský sportovec roku v České republice
- 2009: Juniorský sportovec roku v České republice